# Abel Ávila dos Santos
Abel Ávila dos Santos (Tijucas, 2 de julho de 1917 – Balneário Camboriú, 18 de julho de 2009) foi um político brasileiro.
Filho de Cirilo Ávila dos Santos e de Albertina Ternes dos Santos.
Foi deputado à Assembleia Legislativa de Santa Catarina na 5ª legislatura (1963 — 1967) e na 6ª legislatura (1967 — 1971).
Foi deputado à Câmara dos Deputados na 44ª legislatura (1971 — 1975), na 45ª legislatura (1975 — 1979), e na 46ª legislatura (1979 — 1983).

## Trajetória no serviço público
Em 1936, após submeter-se a concurso público, foi nomeado serventuário da justiça da Comarca de Tijucas, na Escrivania do Crime, Feitos da Fazenda e Eleitoral, cargo que exerceu até 1942, exonerado a pedido.
Em 1942 foi nomeado guarda-livros na Contadoria Geral do Estado de Santa Catarina, após ser submetido a concurso público, cargo que exerceu até 1944, quando solicitou exoneração.
Em 1944 foi nomeado inspetor da fiscalização da Fazenda Estadual após submeter-se a concurso público, e exerceu esta função até 1962, nos municípios de Palhoça, Joinville, Rio do Sul, Indaial e Blumenau, local em que 1961 exerceu o cargo em comissão de inspetor regional de fiscalização e arrecadação, nomeado para tal. Em 1965, após trinta anos de consecutivo exercício no serviço público estadual, requereu e obteve sua aposentadoria quando já exercia o mandato de deputado estadual.

## Trajetória na política
Em 1958 foi eleito vereador à Câmara Municipal de Blumenau, pela legenda do Partido Social Democrático (PSD), exercendo o mandato até 1962, tendo sido líder de sua bancada e da bancada da oposição durante três anos consecutivos. Foi eleito por seus pares, durante uma sessão legislativa em 1961, presidente do legislativo blumenauense. Pertenceu a várias comissões técnicas durante o exercício do seu mandato de vereador.
Em 1962 foi eleito deputado estadual a Assembléia Legislativa de Santa Catarina, ainda pela legenda do Partido Social Democrático, exerceu por dois anos a Vice-Liderança de sua Bancada, fazendo, também, parte das Comissões Técnicas, principalmente da de Finanças.
Em 1966 foi reeleito deputado estadual, agora pela legenda da Aliança Renovadora Nacional (ARENA), tendo sido escolhido membro do seu diretório regional, e exercendo, na fundação do partido, o cargo de tesoureiro geral da comissão executiva da Arena de Santa Catarina. Ainda neste mandato, foi vice-líder da bancada na Assembléia Legislativa e, por duas vezes, foi escolhido 2º secretário da mesa diretora da assembléia. Neste período, como membro do diretório municipal de Blumenau, foi eleito seu presidente, cargo que exerceu até sua eleição para deputado federal em 1970, quando renunciou aquela posição na executiva municipal da Arena blumenauense. Continuou membro do diretório municipal de Blumenau, tendo sido reeleito para o cargo de presidente da Comissão Executivo Municipal em 1972.
Em 1970 foi eleito deputado federal pela legenda da ARENA, com o mandato iniciado em 1971. Na Câmara dos Deputados fez parte da Comissão de Transportes e Obras Públicas, da Comissão Especial de Codificação da Legislação Esportiva e da Comissão Especial de Prevenção de Acidentes de Veículos Auto-Motores. Na ARENA, foi vice-presidente da Comissão Encarregada da Revisão e Atualização da Legislação Eleitoral.
Em 1974 foi reeleito deputado federal pela ARENA, e continuou a integrar a Comissão de Transporte da Câmara Federal, tendo sido eleito seu vice-presidente em 1975. No período de 1976 a 1977 foi eleito presidente da Comissão de Desenvolvimento da Região Sul da Câmara dos Deputados. De 1974 a 1976 foi eleito membro do Diretório Nacional da Aliança Renovadora Nacional, tornando-se membro da comissão executiva do partido, como vogal.
Em 1978 foi primeiro suplente da bancada federal da ARENA de Santa Catarina, tendo sido convocado e exercido o mandato, por eventual afastamento do deputado efetivo.
Em 1979 foi convidado pelo ex-governador Jorge Bornhausen, e implantou a representação do governo do Estado de Santa Catarina em Brasília, órgão que chefiou até o dia 15 de março de 1982, quando colocou o cargo à disposição do ex-governador Esperidião Amin.
Foi em 19 de março de 1979 foi admitido como escriturário do Banco do Estado de Santa Catarina e designado para exercer o cargo em comissão de assessor especial da direção geral, cargo relacionado com a representação do estado em Brasília.